# Station Gellik
Station Gellik is een voormalige spoorweghalte in Gellik, een deelgemeente van het Limburgse gemeente Lanaken. Het lag aan spoorlijn 20, de spoorlijn tussen de Nederlandse stad Maastricht en de Belgische stad Hasselt.
In 1899 werd Gellik als stopplaats geopend die beheerd werd door het station Lanaken. Tijdens de Eerste Wereldoorlog was er geen dienstverlening. Op 1 mei 1921 werd de stopplaats heropend. De definitieve sluiting vond in 1954 plaats.
Vanaf 1 augustus 2015 worden er spoorfietsen ingezet tussen Munsterbilzen en Gellik. Dus hier wordt het tevens het eindpunt van de route.
2,1: Munsterbilzen ·
6,1: Eigenbilzen ·
8,3: Gellik ·
10,6: Lanaken ·
38,1: Maastricht Boschpoort ·
36,0: Maastricht